# Katin Reinhardt
Katin Thomas Reinhardt (Laguna Beach, 21 agosto 1993) è un ex cestista statunitense.